# Резня в русском посольстве в Тегеране
Резня в русском посольстве в Тегеране 30 января (11 февраля) 1829 года — массовое убийство сотрудников русского посольства и укрывшихся в нём армянских беженцев взбунтовавшейся тегеранской толпой. Среди погибших был и глава дипмиссии писатель Александр Грибоедов.

## Предыстория
По итогу очередной русско-персидской войны был подписан Туркманчайский мирный договор, по которому Персия не только лишалась своих северо-западных владений, но и была обязана выплачивать непосильную сумму контрибуции. Экономическая ситуация в стране находилась в крайне плачевном состоянии, за поражение в войне была вынуждена расплачиваться вся страна, что значительно усилило недовольство в персидском обществе. В свою очередь российская сторона до полной уплаты всей суммы требований удерживала у себя различные драгоценности персидского правительства, которые по ценности превосходили сумму требований, также российские войска занимали экономически значимый для Персии регион Хой. Таким образом, Персия одновременно уплачивала контрибуцию и недополучала доход с занимаемого региона.
В 1828 году Александр Грибоедов был назначен послом России в Персии. Осенью посольство прибыло в Персию, и Грибоедов занялся работой по взысканию денежных требований в рамках мирного договора.

Российское посольство в лице Грибоедова не раз указывало на бедственное положение в стране и проблемы с выплатой оставшейся суммы контрибуции. Так, 20 октября 1828 года Грибоедов в своём письме министру иностранных дел Российской империи графу Карлу Нессельроде докладывал, что народ был отягощен налогами и уже не мог их более выплачивать, а Аббас-Мирза отдал все свои драгоценности, накопления своего двора, своей жены, и дело дошло до драгоценных пуговиц со своих платьев. «Словом, крайность выше всякого описания», — заключал Грибоедов. В качестве примера посол приводил:
Аббас-Мирза велел расплавить в слитки превосходные золотые канделябры и разные вещи из гарема, одна работа которых стоит столько же, сколько самый металл; это расположение явно доказывает безденежье шаха.Александр Сергеевич Грибоедов. Деятельность его как дипломата // Русская старина. — СПб.: Печатня В. И. Головина, 1874. — Т. XI. — С. 755.
26 октября 1828 года в очередном письме к начальству Грибоедов предлагал вывести российские войска с территории Хои, и таким образом Персия, под гарантиями английских представителей, смогла бы собрать налоги и выплатить оставшуюся часть контрибуции. Также Грибоедов, опасаясь народного волнения в регионе, предлагал прекратить собирать подати в пользу армии с местного населения. В этом же письме российский дипломат очередной раз подчеркнул, что в текущем положении Аббас-Мирза не в состоянии предоставить деньги: «ибо ни он их не имеет, ни край ему подвластный, в котором все вообще обеднели». Грибоедов убеждал начальство вместо денег принять товары и продовольствие.
На фоне всего этого российское посольство укрывало беглых персидских чиновников и слуг. Поскольку одним из пунктов мирного договора указывалась возможность свободного переселения мирного населения в пределы России, то в результате множество армян начали переселяться в недавно завоёванные части Российской империи. Воспользоваться данной возможностью пожелал и евнух шахского гарема, главный казначей и хранитель драгоценных камней шаха, армянин Мирза Якуб. При известии о бегстве евнуха гневу шаха не было предела, ведь Якуб мог рассказать о состоянии финансов Персии и разгласить многие дворцовые тайны. Шах потребовал выдать беглеца, на что Грибоедов ответил отказом. В Персии Якуба обвиняли в краже казны шаха, и дело было передано в суд. Напряжённые отношения между шахом и Грибоедовым усугубились после того, как в русскую миссию пришли две армянки из гарема родственника шаха Аллахяр-хан Каджара. Укрытие Грибоедовым в русском посольстве столь значимых для шахского двора армян послужило причиной для возбуждения недовольства в персидском обществе.

## Резня
30 января (11 февраля) 1829 года толпа тегеранцев, возглавляемая людьми Аллаяр-хана, напала на русское посольство. Зачинщиком нападения был моджахед Месих. По показаниям персидских сановников, в тот день у посольства находилось около ста тысяч человек. Руководители заговора быстро потеряли контроль над ними. Предвидя, какой опасности он подвергается, Грибоедов за день до нападения послал ноту шаху, заявляя, что из-за постоянных угроз он вынужден просить своё правительство об отзыве его миссии из Персии.
Конвой миссии из 35 казаков оказал сопротивление, но силы были неравны. Грибоедов спустился ко входной двери, которую пытались оборонять казаки, и также оказал сопротивление. В схватке погиб весь конвой миссии и сам Грибоедов (тело дипломата, изуродованное до неузнаваемости, опознали по остаткам посольского мундира и старому ранению, полученному на дуэли с Александром Якубовичем в 1818 году). Из всего русского посольства спасся лишь секретарь миссии Мальцов, сумевший спрятаться во время резни. Со слов самого Мальцова, ему помог в этом слуга миссии, который завернул его в ковёр и поставил в угол комнаты, где стояли другие свёрнутые ковры. Но по словам исследователя А. Берже, Мальцов воспользовался предложением дружески расположенного к нему хана перелезть через крышу и укрыться в его доме.

## Причины
После трагических событий Мирза Абдул Хасан-хан писал, что народные недовольство среди населения началось, когда посольство стало укрывать Мирзу Якуба и двух армянок из гарема Аллаяр-Хана Каджара, а окончательно народная стихия вышла из-под контроля после того, как армянин Дадеш-Бек убил мусульманина. К тому же Абдул Хасан-хан добавлял, что армяне из свиты русского посланника вели себя на улицах вызывающе, что оскорбляло местное население.
В свою очередь И. Ф. Паскевич в письме Нессельроду 30 марта 1829 года писал, что основной целью волнений был Мирза Якуб: «цель возмущения сего состояла не в том, чтобы учинить неслыханное над Грибоедовым злодеяние, а последовало оное собственно для истребления мирзы Якуба, который, находясь при шахе евнухом весьма долго, знал все его тайны и все происшествия его гарема». Журналист Мальшинский подчёркивал недостаточную квалификацию Грибоедова в назначенном ему деле, указывая, что «Александр Сергеевич сам признавал себя недостаточно подготовленным к исполнению возложенных на него трудных обязанностей». А исследователь трагедии Адольф Берже отмечал, что «Грибоедов зашел слишком далеко в своих требованиях — и в этом заключается главная ошибка его».
Позднее советские исследователи не соглашались с такой оценкой Грибоедова, полагая, что он хорошо знал обычаи Персии тех лет. Одновременно с этим они выдвигали идею, что все ранние суждения о Грибоедове произошли на основе неверных показаний единственного выжившего свидетеля — Ивана Мальцова, который, понимая, что погибших не вернёшь, якобы оговорил их, чтобы спасти себе жизнь и желая предотвратить возникновение очередной ненужной войны. Другие советские исследователи заявляли, что трагические события тех лет никак не были выгодны персидской власти, которая, наоборот, старалась предотвратить конфликт. Эти исследователи подозревали третьи силы в способствовании такому исходу, например предполагаемые усилия английских дипломатов в регионе.

## Погибшие
- Александр Сергеевич Грибоедов — глава миссии, дипломат и писатель
- Соломон Иосифович Меликов (1793—30.01.1829) — коллежский асессор, приехавший к своей бабушке Воске, матери Манучехр-хана. Сын сестры главного евнуха персидского шаха Манучехр-хана[19]
- Мираза-Нариман Шахназаров — переводчик миссии[источник не указан 1187 дней]
- Согласно «Реляции происшествий, предварявших и сопровождавших убиение членов последнего российского посольства в Персии» в составе российского посольства погибли «Помимо Грибоедова … Аделунг — второй секретарь посольства; врач; Дадаш-бег и Рустем-бег — заведующие прислугой … конвой из 16 кубанских казаков и 30 человек прислуги — магометан, русских, грузин и армян»[20].

## Последствия массового убийства
По записям Мальцова, в результате нападения погибли все 38 находившихся в посольстве человек и 19 нападавших; согласно архиву Владимира Косоговского, один только Грибоедов, отстреливаясь от нападавших, убил 18 человек. Тело Грибоедова — загадку его гибели вряд ли следует считать решённой — было перевезено в Российскую империю и захоронено в Тифлисе на горе Мтацминда. Останки тридцати пяти казаков, защищавших миссию, были захоронены в братской могиле во дворе строящейся армянской церкви святого Татевоса в Тегеране. Поскольку еще шли строительные работы, это легко было скрыть. Оставшуюся от могилы землю ночами тайно выносили и выбрасывали подальше от церкви. Исчезновение трупов казаков не осталось незамеченным, их стали рьяно искать. Чтобы замаскировать захоронение со свежевскопанной землёй, над братской могилой посадили виноградную лозу..
Резня в тегеранском посольстве вызвала дипломатический скандал. Улаживать отношения с Россией шах послал в Санкт-Петербург своего внука Хозрев-мирзу. В его задачу входило добиться принятия извинений за убийство посла и смягчения бремени контрибуции. В числе богатых даров, преподнесённых им российскому императору Николаю I, был и знаменитый алмаз «Шах». В конечном итоге резня не послужила причиной серьёзных осложнений в отношениях между Россией и Персией, а выплата контрибуции была отложена на пять лет.
Приняв алмаз, Николай I объявил Хозрев-мирзе: «Я предаю вечному забвению злополучное тегеранское происшествие».

## Память о резне
К 75-летней годовщине событий на собранные русской колонией в Персии средства скульптор Владимир Беклемишев создал бронзовый памятник Грибоедову, который был поставлен рядом со зданием посольства, где произошла резня. В 1960-х годах советский посол Григорий Зайцев, решив, что памятник напоминает иранцам о неприятном событии в истории русско-персидских отношений, распорядился перенести его ближе к жилому дому, однако позднее памятник был возвращён на первоначальное место.
В 1928 году писатель Юрий Тынянов написал роман «Смерть Вазир-Мухтара», по мотивам которого в 1969 году был поставлен телеспектакль, а в 2010 году был снят телесериал.